# Исманов, Умиджон Акбаралиевич
Умиджон Акбаралиевич Исманов (род. 13 ноября 1989) — узбекский борец вольного стиля, чемпион Азии, призёр Азиатских игр.

## Биография
Родился в 1989 году в Андижане, выступает за «Динамо» (Ташкент). В 2009 году стал чемпионом Азии среди юниоров. В 2013 году выиграл чемпионат Азии среди взрослых. В 2014 году стал бронзовым призёром Азиатских игр.